# Chōriki Sentai Ohranger
Kaku Rangers Car Rangers
Chōriki Sentai Ohranger (超力戦隊オーレンジャー, Chōriki Sentai Ōrenjā, littéralement Ohranger, l'escadron au grand pouvoir) est une série télévisée japonaise du genre sentai en 48 épisodes de 20 minutes. Produite en 1995, soit exactement vingt ans après Goranger, elle était censée célébrer les 20 ans du Super Sentai, mais à cause de l'attentat au gaz sarin dans le métro de Tokyo cette année-là, le scénario a dû être modifié à la dernière minute. Elle reste l'un des sentai les moins populaires à ce jour, pourtant, en 1995, la vente de jouet dérivé à Ohranger fabriqué par Bandai fait partie des meilleurs années de vente de jouets Super Sentai.

## n
Il y a 600 000 000 d'années, la Pangée créa un robot géant nommé « Bacchus Wrath ». Mais ce dernier se retourna contre ses créateurs. Le King Ranger parvint cependant à vaincre Bacchushund et le bannit de la Terre. En 1999, Bacchushund revint sur Terre à la tête de l'empire des Machines Baranoia. Le Chef Conseiller Naoyuki Miura fit alors revire les super-énergies nées de la civilisation perdue de Pangée, et construisit une pyramide générant le pouvoir Tetrahedron afin de transformer cinq officiers de l'United Airforce Overtech Hardware en Oh-Rangers et de leur confier la mission d'empêcher l'empire des Machines Baranoia de conquérir le monde.

## Personnages

### Oh-Rangers
- Gorô Hoshino (星野 吾郎, Hoshino Gorō?) / Oh-Red (オーレッド, Ō-Reddo?)
  - Armes : Star Riser (スターライザー, Sutā Raizā?)
  - Attaques : Secret Sword: Super-Power Riser (秘剣・超力ライザー, Hiken Chōriki Raizā?)
- Shôhei Yokkaichi (四日市 昌平, Yokkaichi Shōhei?) / Oh-Green (オーグリーン, Ō-Gurīn?)
  - Armes : Square Crushers (スクエアクラッシャー, Sukuea Kurasshā?)
  - Attaques : Lightning: Super-Power Crusher (電光・超力クラッシャー, Denkō Chōriki Kurasshā?), Exploding: Mirage Knuckle (爆烈ミラージュナックル, Bakuretsu Mirāji Nakkuru?)
- Yûji Mita (三田 祐司, Mita Yūji?) / Oh-Blue (オーブルー, Ō-Burū?)
  - Armes : Delta Tonfas (デルタトンファ, Deruta Tonfa?)
  - Attaques : Lightning: Super-Power Tonfas (稲妻・超力トンファ, Inazuma Chōriki Tonfa?), Crashing: Rolling Bomber (激突ローリングボンバー, Gekitotsu Rōringu Bonbā?)
- Juri Nijô (二条 樹里, Nijō Juri?) / Oh-Yellow (オーイエロー, Ō-Ierō?)
  - Armes : Twin Baton (ツインバトン, Tsuin Baton?)
  - Attaques : Explosion: Super-Power Baton (炸裂・超力バトン, Sakuretsu Chōriki Baton?), Lightspeed: Splash Illusion (光速スプラッシュイリュージョン, Kōsoku Supurasshu Iryūjon?)
- Momo Maruo (丸尾 桃, Maruo Momo?) / Oh-Pink (オーピンク, Ō-Pinku?)
  - Armes : Circle Defenser (サークルディフェンサー, Sākuru Difensā?)
  - Attaques : Hurricane: Super-Power Defenser (疾風・超力ディフェンサー, Shippū Chōriki Difensā?), Flashing: Miracle Chi Kung Shot (閃光ミラクル気功弾, Senkō Mirakuru Kikōdan?)

### Soutien
- Guerrier légendaire superpuissant Riki (超力伝説勇者リキ, Chōriki Densetsu Yūsha Riki?) / King Ranger (キングレンジャー, Kingu Renjā?) (épisodes 26-31, 36-38, 40-43, 46-48)
  - Armes : King Stick (キングスティック, Kingu Sutikku?)
  - Attaques : King Victory Flash (キングビクトリーフラッシュ, Kingu Bikutorī Furasshu?), King Tornado (キングトルネード, Kingu Torunēdo?)
- Dorin (ドリン, Dorin?) (épisodes 26-31, 36, 42, 46-48)
- Gunmazin (ガンマジン, Ganmajin?) (épisodes 37-38, 40-41, 44 et 48, Ohranger vs. Kakuranger)

### Empire des Machines Baranoia
L'empire des Machines Baranoia (マシン帝国バラノイア, Mashin Teikoku Baranoia)
Maison impériale
- Empereur Bacchus Wrath (皇帝バッカスフンド, Kōtei Bakkasu Fundo?) (épisodes 1-34, 39-40) : Souverain de Baranoia.
- Impératrice Hysteria (皇妃ヒステリア, Kōhi Hisuteria?) (épisodes 1-41, 47-48) : Souveraine de Baranoia.
- Prince Buldont (皇子ブルドント, Ōji Burudonto?) (épisodes 1-40) : Fils de Bacchushund et Hysteria. C'est un enfant robotique, qui grandit plus tard au cours de la série pour adopter une forme adulte appelée Kaiser Buldont (カイザーブルドント Kaizā Burudonto?, épisodes 40 à 48), et hériter du trône impérial laissé vacant après la mort de l'Empereur Bacchushund.
- Princesse Multiwa (マルチーワ姫, Maruchīwa Hime?) (épisodes 40-48) : Nièce d'Hysteria et cousine de Buldont. Elle devient son épouse après qui soit lui-même devenu Kaiser Buldont.
- Buldont Jr. (ブルドントＪｒ．, Burudonto Junia?) (épisodes 47-48) : Fils de Buldont et Multiwa ; c'est un bébé robotique. Il est épargné par les Oh-Rangers à la fin de la série, et est pris en charge par Acha et Kocha qui promettent de l'élever pour en faire un souverain pacifique.

Serviteurs
- Majordome Acha (執事アチャ, Shitsuji Acha?) :
- Majordome Kocha (執事コチャ, Shitsuji Kocha?) :
- Machine Beast Tamer Ceris (マシン獣使いケリス, Mashinjū Tsukai Kerisu?) (épisodes 26-28)
- Camera Trick (カメラトリック, Kamera Torikku?) (épisodes 26-27, 39, film)

Armée
- Les soldats Barlo (バーロ兵, Bāro Hei?) sont les fantassins de l'empire des Machines.
- Les Takonpas (タコンパス, Takonpasu?) sont les chasseurs de combat de l'empire des Machines. Ils peuvent alterner entre un mode 'volant' et un mode terrestre comparable à un tripode mobile.
- Les Baracticas (バラクティカ, Barakutika?) sont les vaisseaux de combat principaux de l'empire des Machines, pareils à d'immenses rouages.

Monstres
Les Machine Beasts (マシン獣, Mashinjū) sont les monstres envoyés sur Terre par l'empire des Machines.

## Arsenal
- Power Brace (パワーブレス, Pawā Buresu?) : Transformateur des Oh-Rangers. Ils revêtent leurs armures par la commande « Transformation superpuissante ! » (「超力変身！」, « Chōriki Henshin! »?).
- King Brace (キングブレス, Kingu Buresu?) : Transformateur de Riki.

### Équipement
- Battle Stick (バトルスティック, Batoru Sutikku?) : Épée individuelle des Oh-Rangers.
- King Blaster (キングブラスター, Kingu Burasutā?) : Pistolet individuel des Oh-Rangers.
- King Smasher (キングスマッシャー, Kingu Sumasshā?) : Assemblage du King Blaster et du Battle Stick.
- Big Bang Buster (ビッグバンバスター, Biggu Ban Basutā?) : Canon formé par les armes individuelles des Oh-Rangers.
- Ohre Bazooka (オーレバズーカ, Ōre Bazūka?) : Canon chargé par les Storage Crystals (ストレージクリスタル, Sutorēji Kurisutaru?).
- Giant Roller (ジャイアントローラー, Jaianto Rōrā?) :

### Véhicules
- Jetter Machines (ジェッターマシン, Jettā Mashin?) : Les motos personnelles des Oh-Rangers.
  - Red Jetter (レッドジェッター, Reddo Jettā?) : moto de Gorô.
  - Green Jetter (グリーンジェッター, Gurīn Jettā?) : moto de Shôhei.
  - Blue Jetter (ブルージェッター, Burū Jettā?) : moto de Yûji.
  - Yellow Jetter (イエロージェッター, Ierō Jettā?) : moto de Juri.
  - Pink Jetter (ピンクジェッター, Pinku Jettā?) : moto de Momo.

## Mechas
- Oh-Ranger Robot (オーレンジャーロボ, Ōrenjā Robo?) (épisode 7) : formé à partir des cinq Chôriki Mobiles :
  - Sky Phoenix (スカイフェニックス, Sukai Fenikkusu?) : Piloté par Oh-Red.
  - Gran Taurus (グランタウラス, Guran Taurasu?) : Piloté par Oh-Green.
  - Dash Leon (ダッシュレオン, Dasshu Reon?) : Piloté par Oh-Blue.
  - Dogu Lander (ドグランダー, Dogu Randā?) : Piloté par Oh-Yellow.
  - Moa Loader (モアローダー, Moa Rōdā?) : Piloté par Oh-Pink.

L'assemblage a lieu à partir de la commande « Fusion superpuissante ! » (「超力合体！」, « Chōriki Gattai! »). Il est armé de l'épée Super Crown (スーパークラウンソード, Sūpā Kuraun Sōdo).  Au moment de porter le coup de grâce, les Oh-Rangers disent : « Crown Final Crash ! » (「クラウンファイナルクラッシュ！」, « Kuraun Fainaru Kurasshu! »)
- Red Puncher (レッドパンチャー, Reddo Panchā?) : Piloté par Oh-Red.
- Buster Oh-Ranger Robot (バスターオーオーレンジャーロボ, Basutā Ōrenjā Robo?) : formé à partir du Oh-Ranger Robot et de Red Puncher.

L'assemblage a lieu à partir de la commande « Fusion de super-assaut ! » (「超砲撃超力合体！」, « Chōhōgeki Gattai! »).
- King Pyramider (キングピラミッダー, Kingu Piramiddā?) : Mecha de King Ranger.
- Oh-Blocker (オーブロッカー, Ō-Burokkā?) (épisode 34) : formé à partir des cinq Blocker Robots :
  - Red Blocker (レッドブロッカー, Reddo Burokkā?) : Piloté par Oh-Red.
  - Green Blocker (グリーンブロッカー, Gurīn Burokkā?) : Piloté par Oh-Green.
  - Blue Blocker (ブルーブロッカー, Burū Burokkā?) : Piloté par Oh-Blue.
  - Yellow Blocker (イエローブロッカー, Ierō Burokkā?) : Piloté par Oh-Yellow.
  - Pink Blocker (ピンクブロッカー, Pinku Burokkā?) : Piloté par Oh-Pink.

L'assemblage a lieu à partir de la commande « Fusion super-épaisse ! » (「超重合体！」, « Chōjū Gattai! »). Il est armé des épées Twin Blocken (ツインブロッケンソード, Tsuin Burokken Sōdo). Au moment de porter le coup de grâce, les Oh-Rangers disent : « Twin Blocken Crash ! » (「ツインブロッケンクラッシュ！」, « Tsuin Burokken Kurasshu! »)
- Tackle Boy (タックルボーイ, Takkuru Bōi?)

## Épisodes
1. Invasion!! 1999 (襲来‼1999, Shūrai!! Ichi kyū kyū kyū?)
2. Assemble!! The Super-Powered Squadron (集結‼超力戦隊, Shūketsu!! Chōriki Sentai?)
3. Crisis!! The Secret of Super-Power (危機‼超力の秘密, Kiki!! Chōriki no Himitsu?)
4. Grotesque!! Iron Man Papa (怪奇‼鉄人パパ, Kaiki!! Tetsujin Papa?)
5. Violent Love!! The Brothers of Flame (激愛‼炎の兄弟, Geki Ai!! Honō no Kyōdai?)
6. The Formidable Enemy, Brain Machine (強敵 頭脳マシン, Kyōteki Zunō Mashin?)
7. Complete!! The Super-Powered Robo (完成‼超力ロボ, Kansei!! Chōriki Robo?)
8. Crash!! A Super Giant Battle (激突‼超巨大戦, Gekitotsu!! Chō Kyodai Sen?)
9. Suddenly!! A Traitor (突然！！裏切り者, Totsuzen!! Uragirimono?)
10. He's Here!! It's a Thief (参上‼泥棒だヨン, Sanjō!! Dorobō Dayon?)
11. Submission!! The Refrigerator of Love (服従‼愛の冷蔵庫, Fukujū!! Ai no Reizōko?)
12. Explosion!! A Baby (爆発‼赤ちゃん, Bakuhatsu!! Akachan?)
13. Illusions!! The Dog of the Gods (幻想‼神様の犬, Gensō!! Kamisama no Inu?)
14. I Love Pinocchio (大好きピノキオ, Daisuki Pinokio?)
15. O Friend!! Sleep Hotly!! (友よ‼熱く眠れ‼, Tomo yo!! Atsuku Nemure?)
16. Naughty!! The Future Child (腕白‼未来っ子, Wanpaku!! Miraikko?)
17. Plunder!! The Transformation Brace (強奪‼変身ブレス, Gōdatsu!! Henshin Buresu?)
18. Dad's Unusual Love (父の異常な愛情, Chichi no Ijō na Aijō?)
19. The New Robo's Red Impact (新ロボ赤い衝撃, Shin Robo Akai Shōgeki?)
20. Iron Fist 100 Bursts (鉄拳100連発, Tekken 100 Renpatsu?)
21. The Storm-Calling Cup-and-Ball (嵐を呼ぶケン玉, Arashi wo Yobu Kendama?)
22. The (Classified) Fusion Order!! (合体㊙指令‼, Gattai Maruhi Shirei!!?)
23. The Final Swimsuit... (最後の水着…, Saigo no Mizugi…?)
24. The Laughing Nostalgic Man!! (笑う懐かし男‼, Warau Natsukashi Otoko!!?)
25. The Festival One-Shot Contest (お祭り一発勝負, Omatsuri Ippatsu Shōbu?)
26. The 600-Million-Year-Old Boy Warrior (6億歳少年戦士, 6 Oku Sai Shōnen Senshi?)
27. King's Gallant Entrance (キング颯爽登場, Kingu Sassō Tōjō?)
28. Behold the Miracle Fortress (見よ奇跡の要塞, Miyo Kiseki no Yōsai?)
29. Dance! The Invasion Cram School!! (踊る!侵略塾！！, Odoru! Shinryaku-juku!!?)
30. The Earth is Snoring (地球がグースカ, Chikyū ga Gūsuka?)
31. Home Delivery Diet (宅配ダイエット, Takuhai Daietto?)
32. The School's Scary Nightmare (学校の怖い悪夢, Gakkō no Kowai Akumu?)
33. The Five Robos' Great Riot (5大ロボ大暴れ, Go Dai Robo Dai Abare?)
34. The Emperor's Final Challenge (皇帝最後の挑戦, Kōtei Saigo no Chōsen?)
35. The Radical Bomb Guy (過激な爆弾野郎, Kageki na Bakudan Yarō?)
36. A Direct Hit With Flatulence!! (オナラに直撃‼, Onara ni Chokugeki!!?)
37. I am Gunmajin (拙者ガンマジン, Sessha Ganmajin?)
38. It's Tough Being a Majin! (魔神はつらいよ, Majin wa Tsurai yo?)
39. The Prince Dies in a Duel (皇子決闘に死す, Ōji Kettō ni Shisu?)
40. Arrival! The Mysterious Princess! (出現！謎の姫！, Shutsugen! Nazo no Hime!?)
41. The Dangerous Couple!! (危険なふたり‼, Kiken na Futari!!?)
42. The Squadron's Public Execution!! (戦隊公開処刑‼, Sentai Kōkai Shokei!!?)
43. The Trump Card is Seven Changes (切り札は七変化, Kirifuda wa Shichi Henka?)
44. The Strongest Beauty on Earth (地上最強の美女, Chijō Saikyō no Bijo?)
45. Destruction!! The Super-Powered Base (壊滅‼超力基地, Kaimetsu!!Chōriki Kichi?)
46. Earth's Final Day!! (地球最期の日‼, Chikyū Saigo no Hi!!?)
47. Stand Shine Revive!! (立て輝け蘇れ  ‼, Date Kagayake Yomigaere!!?)
48. The Heroes of Love (愛の勇者たち, Ai no Yūshatachi?)

### Films
- Chōriki Sentai Ohranger, le film (超力戦隊オーレンジャー, Chōriki Sentai Ōrenjā?) : L'histoire de ce film se déroule entre les épisodes 8 et 9.
- Chōriki Sentai Ohranger : Ohre VS Kakuranger (超力戦隊オーレンジャー　オーレＶＳカクレンジャー, Chōriki Sentai Ōrenjā Ōre tai kakurenjā?) : L'histoire de ce film se déroule entre les épisodes 33 et 34.

## Distribution
Les héros
- Masaru Shishido : Gorô Hoshino / Oh-Red
- Kunio Masaoka : Shôhei Yakkaichi / Oh-Green
- Masashi Goda : Yûji Mita / Oh-Blue
- Ayumi Asō : Juri Nijô / Oh-Yellow
- Tamao Satō : Momo Maruo / Oh-Pink
- Naoki Ōfuji : Riki / King Ranger (épisodes 26-48)

Soutien
- Hiroshi Miyauchi : Chef Conseiller Naoyuki Miura
- : Ganmajin
- : Dorin

L'empire des Machines Baranoia
- Yasuhiro Takeuchi (voix : Tōru Ōhira) : Empereur Bacchus Wrath
- Kazuyoshi Yokoyama (voix : Wakana Yamazaki) : Impératrice Hysteria (épisodes 1-34)
- Kenjirō Fujita (voix : Tomokazu Seki) : Prince Buldont
- : Mashin Jū Tamer Keris (épisodes 26-28)
- : Bomber the Great (épisodes 35-41)
- Akiko Yushiwo (voix : Miho Yamada) : Princesse Multiwa (épisodes 41-48)
- (voix : Kaneta Kimotsuki) : Butler Acha
- (voix : Shinobu Adachi) : Butler Kocha

## Autour de la série
- Les motifs présents sur les casques des Oh-Rangers correspondent à différentes civilisations :
  - Oh-Red - ★ / Égyptienne
  - Oh-Green - ■ / Grecque
  - Oh-Blue - ▼ / Égyptienne
  - Oh-Yellow - ═ / Japonaise
  - Oh-Pink - ○ / Polynésienne
  - King Ranger - 王 / Pangéenne
- Ohranger fait partie des quatre séries Super sentai les plus impopulaires (avec Fiveman, Goggle V et Goseiger)